# Bohdan Makowski
Bohdan Makowski (ur. 23 października 1914, zm. 4 września 1939 we Włocławku) – podchorąży obserwator Wojska Polskiego, kawaler Orderu Virtuti Militari.

## Życiorys
Ukończył Szkołę Podchorążych Lotnictwa w Dęblinie (XII promocja, 129 lokata). 31 sierpnia 1939 roku został skierowany do służby w 4 pułku lotniczym. Po wybuchu II wojny światowej służył w 42 eskadrze rozpoznawczej, która została przydzielona do dyspozycji dowództwa Armii „Pomorze”.
4 września w czasie lotu rozpoznawczego na samolocie PZL.23 Karaś wraz z pilotem kpr. Konradem Muchowskim i strzelcem kpr. Stanisławem Pęczakiem, został ciężko ranny w czasie ataku niemieckich myśliwców w okolicy Nakła (najprawdopodobniej Bf 110 z I./ZG 1). Po wylądowaniu i przewiezieniu do szpitala we Włocławku zmarł tego samego dnia. Pochowany został na cmentarzu w Żychlinie. W 1943 roku staraniami rodziny został ekshumowany i przeniesiony na cmentarz w Pleckiej Dąbrowie w gminie Bedlno.
13 września 1939 Naczelny Wódz marszałek Polski Edward Śmigły-Rydz mianował go podporucznikiem ze starszeństwem z 1 sierpnia tego roku w korpusie oficerów lotnictwa.
Pośmiertnie został odznaczony Krzyżem Srebrnym Orderu Wojennego Virtuti Militari.